# Anisodes aspera
Anisodes aspera là một loài bướm đêm trong họ Geometridae.